# José Figueroa
José Luis Figueroa Martínez (ur. 21 października 1970) – portorykański judoka. Dwukrotny olimpijczyk. Zajął trzynaste miejsce w Sydney 2000 i 21. miejsce w Atlancie 1996. Walczył w wadze półśredniej.
Uczestnik mistrzostw świata w 1993, 1995 i 2001. Zdobył trzy medale na igrzyskach Ameryki Środkowej i Karaibów. Brązowy medalista mistrzostw panamerykańskich w 1996 roku.

## Letnie Igrzyska Olimpijskie 1996
| Konkurencja | Eliminacje           | Klas. końcowa |
| Konkurencja | Przeciwnik I         | Miejsce       |
| ----------- | -------------------- | ------------- |
| 78 kg       | Patrick Klas (NED) P | 21,           |

## Letnie Igrzyska Olimpijskie 2000
| Konkurencja | Eliminacje          | Repasaże               | Klas. końcowa |
| Konkurencja | Przeciwnik I        | Przeciwnik I           | Miejsce       |
| ----------- | ------------------- | ---------------------- | ------------- |
| 81 kg       | Cho In-chul (KOR) P | Florian Wanner (GER) P | 13.           |